# (86177) 1999 RY215
(86177) 1999 RY215 est un objet transneptunien de la ceinture de Kuiper.

## Caractéristiques
1999 RY215 mesure environ 250 km de diamètre.

## Orbite
L'orbite de 1999 RY215 possède un demi-grand axe de 45,56 ua et une période orbitale d'environ 307 ans. Son périhélie l'amène à 34,527 ua du Soleil et son aphélie l'en éloigne de 56,593 ua.

## Découverte
1999 RY215 a été découvert le 8 septembre 1999.